# Фанат (фільм, 1996)
«Фанат» (англ. The Fan) — американський спортивний психологічний трилер 1996 року режисера Тоні Скотта, знятий за мотивами однойменного роману Пітера Абрахамса 1995 року. У головних ролях Роберт Де Ніро та Веслі Снайпс.

## Сюжет
Гіл Ренард — проблемний бейсбольний фанат, чия улюблена команда «Сан-Франциско Джаєнтс» щойно підписала контракт на 40 мільйонів доларів з його улюбленим гравцем Боббі Рейберном. Його колишня дружина Еллен домагається судової заборони, щоб тримати його подалі від себе та їхнього сина, після того, як Гіл залишає сина на зустрічі з продажу, але виявляє, що його клієнт перебуває на бейсбольному матчі. Гіла звільняють з роботи продавця ножів, коли він ображає потенційного клієнта.
Гіл починає одержимо стежити за Рейберном. Коли Рейберн отримує травму грудної клітини, через що вболівальники засмучуються через його низьку результативність, Гіл починає ворогувати з фанатами, які його висміюють. Рейберн також відкрито конфліктує з товаришем по команді Хуаном Прімо через те, що обидва хочуть зберегти за собою 11-й номер майки, що виливається у бійку. Гіл, вважаючи, що Прімо винен у результатах Рейберна, стикається з ним у сауні готелю, намагаючись переконати його віддати номер Рейберну. Прімо показує своє плече з клеймом у вигляді цифри 11 і відмовляється. Це призводить до бійки, під час якої Гіл смертельно ранить Прімо ножем. Відчувши провину за смерть Прімо, Рейберн знову починає добре грати. Гіл вважає, що його вчинок пішов на користь Рейберну і команді.
Вважаючи, що Рейберн не визнає своїх шанувальників, Гіл вирушає в його будиночок на пляжі і рятує його сина Шона від утоплення. Гіл вмовляє Рейберна зіграти з ним дружню партію в м'яч на пляжі. Рейберн каже, що після смерті Прімо його перестала хвилювати гра, тому що він відчув, що в житті є важливіші речі. Він також каже Гілу, що втратив повагу до вболівальників, відзначаючи їхню непостійність — коли він б'є, вони його люблять, а коли не б'є — ненавидять. Розгніваний Гіл ледь не вдаряє Рейберна фастболом. Рейберн схвильований, особливо коли Гіл знімає піджак, оголюючи під ним форму Рейберна, і запитує, чи радий він, що Прімо більше немає поруч.
Невдовзі Рейберн дізнається, що Гіл викрав Шона і залишив у морозильній камері шматок фірмового м'яса з плеча Прімо. Розчарований неповагою Рейберна до фанатів, Гіл ще більше божеволіє і поводиться так, ніби Шон — його власний син. Він їде до старого друга Купа, кетчера, з яким Гіл часто розмовляв, коли грав у минулому. Куп намагається допомогти Шону втекти і розповідає, що єдиний раз, коли вони з Гілом грали разом, був у молодшій лізі. Гіл забиває Купа бейсбольною битою до смерті, а Шона відвозить на бейсбольне поле і ховає там.
Гіл зв'язується з Рейберном і висуває йому одну вимогу: зробити хоум-ран у майбутній грі і присвятити його Гілу, інакше він вб'є його сина. З поліцією в стані підвищеної готовності Гіл приїжджає до парку Кендлстік у розпал грози, яка то накриває, то зливає. Рейберн бореться зі своїми емоціями під час гри. Після кількох подач він нарешті б'є по м'ячу глибоко в аутфілді, але не перелітає через паркан. Рейберн намагається забити хоум-ран в межах поля. Його вигукують, хоча він, очевидно, в безпеці. Рейберн сперечається з суддею, який виявляється переодягненим Гілом.
Рейберн збиває Гіла на землю. Десятки копів і гравців «Гігантів» вибігають на поле і вступають у бійку з Гілом. До прибуття копів Гіл завдає ножових поранень іншому гравцеві, Ланцу, який намагається відбити його, а також Рейберну. Незважаючи на попередження поліції, Гіл починає перебільшено подавати м'яч з ножем у руці. Рейберн відчайдушно запитує Гіла, де Шон, але Гіл незворушно відповідає, що він на «великому стадіоні в небі». Гіла застрелили, коли він збирався кинути ніж. Поліція знаходить Шона на полі Малої ліги, названому Стадіоном у небі, де Гіл колись грав у дитинстві. Вони виявляють його одержимість Рейберном, оскільки сотні газетних вирізок прикрашають його схованку. На стіні висить фотографія, на якій Гіл у минулій славі грає в бейсбол у Малій лізі та виграє чемпіонат.

## Акторський склад
| Актор                | Роль          |
| -------------------- | ------------- |
| Роберт Де Ніро       | Гіл Ренар     |
| Веслі Снайпс         | Боббі Рейберн |
| Бенісіо дель Торо    | Хуан Прімо    |
| Джон Легвізамо       | Менні         |
| Патрісія Д'Арбанвіль | Еллен Ренар   |
| Чарльз Галлахан      | Куп           |

| Актор              | Роль         |
| ------------------ | ------------ |
| Ендрю Дж. Ферчланд | Річі Ренар   |
| Брендон Гаммонд    | Шон Рейберн  |
| Еллен Баркін       | Джевел Стерн |
| Кріс Малкі         | Тім          |
| Дон Сінклер Девіс  | Стук         |
| Джек Блек          | радіотехнік  |

## Виробництво
За словами режисера Тоні Скотта, роль Гіла хотіли зіграти Бред Пітт, Аль Пачіно та Веслі Снайпс.

## Музика
| #   | Назва                         | Автор                                | Тривалість |
| --- | ----------------------------- | ------------------------------------ | ---------- |
| 1.  | «Did You Mean What You Said?» | Sovory, Michael Mishaw, Marc Antoine | 3:49       |
| 2.  | «Letting Go»                  | Terence Trent D'Arby                 | 5:35       |
| 3.  | «Unstoppable»                 | Mic Geronimo                         | 3:46       |
| 4.  | «Hymn of the Big Wheel»       | Massive Attack                       | 6:34       |
| 5.  | «I've Had Enough»             | Kenny Wayne Shepherd                 | 2:43       |
| 6.  | «Little Bob»                  | Black Grape                          | 5:35       |
| 7.  | «Border Song (Holy Moses)»    | Raymond Myles                        | 3:37       |
| 8.  | «What's Goin' Down»           | Honky                                | 4:18       |
| 9.  | «Deliver Me»                  | Foreskin 500                         | 3:58       |
| 10. | «Forever Ballin'»             | Big Syke & Johnny "J"                | 4:24       |
| 11. | «I'm da Man»                  | Jeune                                | 5:24       |
| 12. | «Sacrifice»                   | Hans Zimmer                          | 19:08      |